# 石井雅子 (作曲家)
石井 雅子（いしい まさこ）は、日本の作曲家。
アン・ミュージック・スクール出身。
2000年代には、河崎実監督作品の多くで、作曲・選曲・音響効果を担当した。

## 主な担当作品
映画
- 実写版まいっちんぐマチコ先生 THE MOVIE 〜OH!コスプレ大作戦〜 （2004）
- いかレスラー （2004）
- 兜王ビートル（2005）
- コアラ課長（2006）
- かにゴールキーパー（2006）
- 日本以外全部沈没（2006）
- ヅラ刑事 （2006）
- おいら女蛮
- H・P・ラヴクラフトのダニッチ・ホラー

テレビドラマ
- やつらは多分宇宙人!
- 古代少女ドグちゃん
- 新撰組ピースメーカー
- 古代少女隊ドグーンV